# Eleccions federals alemanyes de 1969
Les eleccions federals alemanyes de 1969 se celebraren el 28 de setembre de 1969 per a elegir els membres del Bundestag de la República Federal d'Alemanya.
| ← Eleccions federals alemanyes, 28 de setembre de 1969 → |            |                     |                      |                |                      |                       |
| Partit                                                   | Vots       | Percentatge de vots | Diferència vers 1965 | Total d'escons | Diferència vers 1965 | Percentatge d' Escons |
| Partit Socialdemòcrata (SPD)                             | 14.065.716 | 42,7%               | +3,4%                | 224            | +22                  | 45,2%                 |
| Unió Demòcrata Cristiana d'Alemanya (CDU)                | 12.079.535 | 36,6%               | -1,4%                | 193            | -3                   | 38,9%                 |
| Unió Social Cristiana (CSU)                              | 3.115.652  | 9,4%                | -0,2%                | 49             | +0                   | 9,9%                  |
| Partit Democràtic Lliure (FDP)                           | 1.903.422  | 5,8%                | -3,7%                | 30             | -19                  | 6,0%                  |
| Partit Nacional Democràtic (NPD)                         | 1.422.010  | 4,3%                | +2,3%                | 0              |                      | 0,0%                  |
| Altres                                                   | 379.689    | 1,1%                |                      | 0              |                      | 0,0%                  |
| Totals                                                   | 32.966.024 | 100,0%              |                      | 496            | +0                   | 100,0%                |

## Post-elecció
El SPD trenca la coalició amb la CDU/CSU, i amb el FPD forma el primer govern socialdemòcrata de la postguerra presidit per Willy Brandt. I malgrat l'expectació creada, el partit neonazi NPD no assolí representació al Bundestag.